# Grzmiąca, tỉnh Zachodniopomorskie
Grzmiąca [ˈɡʐmjɔnt͡sa] (Đức Gramenz) là một ngôi làng ở Szczecinek County, Zachodniopomorskie, ở tây bắc Ba Lan. Đó là chỗ ngồi của gmina (khu hành chính) được gọi là Gmina Grzmiąca. Nó nằm khoảng 23 kilômét (14 mi) về phía tây bắc của Szczecinek và 129 km (80 mi) về phía đông của thủ đô khu vực Szczecin.
Trước năm 1945, khu vực này là một phần của Đức. Đối với lịch sử của khu vực, xem Lịch sử của Pomerania.
Ngôi làng có dân số 1.375 người.